# Rellingen
Rellingen – gmina w północnej części Niemiec, w kraju związkowym Szlezwik-Holsztyn, w powiecie Pinneberg, siedziba urzędu Pinnau.